# Élections législatives japonaises de 1990
Les élections législatives japonaises à la Chambre des représentants se déroulent au Japon le  18 février 1990.

## Résultats
|                          |                              |            |       |        |               |
| Partis                   | Partis                       | Voix       | %     | Sièges | +/-           |
|                          | Parti libéral-démocrate      | 30 315 417 | 46,14 | 275    | 25            |
|                          | Parti socialiste japonais    | 16 025 473 | 24,35 | 136    | 51            |
|                          | Kōmeitō                      | 5 242 675  | 7,98  | 45     | 9             |
|                          | Parti communiste japonais    | 5 226 987  | 7,96  | 16     | 10            |
|                          | Parti démocrate socialiste   | 3 178 949  | 4,84  | 14     | 12            |
|                          | Fédération sociale-démocrate | 566 957    | 0,86  | 4      | en stagnation |
|                          | Parti progressiste           | 281 793    | 0,43  | 1      | 1             |
|                          | Autres                       | 58 536     | 0,09  | 0      | en stagnation |
|                          | Indépendants                 | 4 807 524  | 7,32  | 21     | 12            |
|                          |                              |            |       |        |               |
| Votes valides            | Votes valides                | 65 704 311 | 99,23 |        |               |
| Votes blancs et nuls     | Votes blancs et nuls         | 511 595    | 0,77  |        |               |
| Total                    | Total                        | 66 215 906 | 100   | 512    | en stagnation |
| Abstention               | Abstention                   | 24 107 002 | 26,69 |        |               |
| Inscrits / participation | Inscrits / participation     | 90 322 908 | 73,31 |        |               |
| Source                   |                              |            |       |        |               |